# ویتو دا روس
ویتو دا روس (ایتالیایی: Vito Da Ros؛ زادهٔ ۳۱ مهٔ ۱۹۵۷) دوچرخه‌سوار اهل ایتالیا است.